# Gare de Aïn Chenia
La gare de Aïn Chenia est une gare ferroviaire algérienne située sur le territoire de la commune d'El Aouinet, dans la wilaya de Tébessa. C'est une gare de transit pour les trains miniers en provenance des mines fer de Ouenza et de Boukhadra et à destination d'Annaba.

## Situation ferroviaire
La gare est située dans la localité de Aïn Chenia, dans le centre de la commune d'El Aouinet, sur la ligne de Oued Keberit à Ouenza où elle est précédée de la gare de Oued Keberit et suivie du terminal ferroviaire de Ouenza. La gare est en outre l'origine de la ligne de Chenia à Boukhadra où elle suivie du terminal ferroviaire de Boukhadra.

## Service
C'est une gare de fret qui permet le transit des trains de minerai de fer en provenance des gisements de Ouenza et de Boukhadra,.